# Forever and Ever (альбом Чемпіона Джека Дюпрі)
Forever and Ever — студійний альбом американського блюзового музиканта Чемпіона Джека Дюпрі, випущений 1991 року лейблом Bullseye Blues. Став другим на лейблі і останнім прижиттєвим альбомом музиканта. 1992 року він здобув нагороду Annual Blues Awards.

## Про альбом
Альбом записаний в основному на студії Ultrasonic Studios в Новому Орлеані і спродюсований Роном Леві, додатковий запис відбувся на Syncro Sound Studios в Бостоні. В сесії разом з Дюпрі взяли участь: саксофоністи Сакс Гордон, «Кукі» Кук і «Тіно» Баркер, гітаристи Кенн Лендінг і Джон Муні (грає на слайд-гітарі), басист Волтер Пейтон-молодший, ударник Керрі Браун і Бо Долліс (співає і грає на тамбурині на «Yellow Pocohontas»). Аранжування виконані Дюпрі, Леві та секцією духових. 
Матеріал платівки складається з 9 композицій, 8 з яких написані самим Дюпрі окрім кавер-версії «Third Degree» Едді Бойда.
Вийшов 1991 року на Bullseye Blues, ставши другим альбомом для піаніста на цьому лейблі і останнім прижиттєвим його релізом (Дюпрі помер в січні 1992 року).

## Визнання
1992 року на 13-й церемонії нагородження Annual Blues Awards альбом здобув перемогу в категорії «Найкращий альбом традиційного блюзу».

## Реакція критиків
Оглядач AllMusic Білл Даль в своїй рецензії поставив Forever and Ever оцінку 2,5 з 5 відзначивши, що «цей запис Дюпрі для Bullseye Blues дещо поступається попередньому альбому — матеріал не настільки сильний, ніж раніше.».
The Press of Atlantic City назвав Дюпрі «скарбом Нового Орлеана, музика якого безпосередньо пов'язана з звучанням Професора Лонгхейром та Доктором Джоном». The Washington Post написав, що альбом «натякає на деякі його інші зв'язки із «Містом-півмісяцем»… Проте ремінісценції, як і сама музика, ллються вільно, без найменшого натяку на спонукання чи підготовку. Boston Herald відзначив: «Змішуючи стилі баррелхаус, новоорлеанський і однотонний блюз із великою кількістю простору та дзвінким голосом, який звучав витримано, цей уродженець Нового Орлеана… став доказом того, що справжній блюз не потребує відродження.»
Журнал OffBeat визнав Forever and Ever «шедевром сучасного блюзу», написавши, що «Джек розслаблений і грає з новоорлеанським грувом, який повертає музику до того провулку, де навіть щури бояться ступити.». Роберт Крістгау жартівливо назвав Дюпрі «брудним стариганом у вишуканому вбранні, який розважає компанію… І, безперечно, його вік має певну чарівність».

## Список композицій
| #  | Назва                  | Автор                                | Тривалість |
| -- | ---------------------- | ------------------------------------ | ---------- |
| 1. | «They Gave Me Away»    | Чемпіон Джек Дюпрі                   | 7:25       |
| 2. | «Hometown New Orleans» | Чемпіон Джек Дюпрі                   | 4:23       |
| 3. | «Skit Skat»            | Чемпіон Джек Дюпрі                   | 3:13       |
| 4. | «Poor Boy»             | Чемпіон Джек Дюпрі                   | 4:37       |
| 5. | «Forever and Ever»     | Чемпіон Джек Дюпрі                   | 3:25       |
| 6. | «Yella Pocahontas»     | Goodie Two Shoes, Чемпіон Джек Дюпрі | 4:15       |
| 7. | «Third Degree»         | Едді Бойд                            | 6:00       |
| 8. | «Dupree Special»       | Чемпіон Джек Дюпрі                   | 5:00       |
| 9. | «Let's Talk It Over»   | Чемпіон Джек Дюпрі                   | 5:23       |

## Учасники запису
- Чемпіон Джек Дюпрі — вокал, фортепіано
- Кенн Лендінг — гітара
- Волтер Пейтон-молодший — акустична бас-гітара
- Керрі Браун — ударні
- Джон Муні — слайд-гітара (4, 5, 6)
- «Кукі» Кук (2, 3, 9), «Тіно» Баркер (3, 9) — тенор-саксофон
- Сакс Гордон — баритон-саксофон (3, 9)
- Бо Долліс — вокал, тамбурин («Yellow Pocohontas»)

Технічний персонал
- Рон Леві — продюсер
- Джей Галлахер з асистентом Стівом Рейнольдсом — запис на студії Ultrasonic Studios, Новий Орлеан, Луїзіана
- Боб Кемпф — додатковий запис на студії Syncro Sound Studios, Бостон, Массачусетс
- Стів Розенталь — головний звукоінженер, міксування на студії the Music Shop, Нью-Йорк
- Джо Брешо — мастеринг на студії the Master Cutting Room, Нью-Йорк
- Чемпіон Джек Дюпрі, Ron Levy and the Horns — аранжування
- Скотт Біллінгтон — дизайн
- Рік «Ріко» Олівер — фотографія